# Lauri Korpikoski
Lauri Korpikoski, född 28 juli 1986 i Åbo, Finland, är en finländsk professionell ishockeyspelare som spelar för Columbus Blue Jackets i NHL. Han har tidigare spelat för Dallas Stars, New York Rangers, Arizona Coyotes och Edmonton Oilers.
Korpikoski valdes som 19:e spelare totalt av New York Rangers i NHL-draften 2004. Korpikoski hade dock svårt att slå igenom i Rangers och 13 juli 2009 byttes han bort till Phoenix Coyotes. Hans genombrott kom säsongen 2010–11 då han gjorde 40 poäng på 79 matcher för Coyotes.

## Statistik

### Klubbkarriär
| 2004–05    | TPS                | FM-L       | 41  | 0  | 6   | 6   | 12  | 6  | 1 | 0 | 1 | 0 |
| 2005–06    | TPS                | FM-L       | 51  | 3  | 4   | 7   | 16  | 2  | 0 | 1 | 1 | 0 |
| 2005–06    | Hartford Wolf Pack | AHL        | 5   | 2  | 1   | 3   | 0   | 11 | 1 | 0 | 1 | 2 |
| 2006–07    | Hartford Wolf Pack | AHL        | 78  | 11 | 27  | 38  | 23  | 7  | 0 | 0 | 0 | 0 |
| 2007–08    | Hartford Wolf Pack | AHL        | 79  | 23 | 27  | 50  | 71  | 5  | 1 | 1 | 2 | 0 |
| 2007–08    | New York Rangers   | NHL        | —   | —  | —   | —   | —   | 1  | 1 | 0 | 1 | 0 |
| 2008–09    | New York Rangers   | NHL        | 68  | 6  | 8   | 14  | 14  | 7  | 0 | 2 | 2 | 0 |
| 2008–09    | Hartford Wolf Pack | AHL        | 4   | 4  | 2   | 6   | 0   | —  | — | — | — | — |
| 2009–10    | Phoenix Coyotes    | NHL        | 71  | 5  | 6   | 11  | 16  | 7  | 1 | 0 | 1 | 2 |
| 2010–11    | Phoenix Coyotes    | NHL        | 79  | 19 | 21  | 40  | 20  | 4  | 0 | 1 | 1 | 2 |
| 2011–12    | Phoenix Coyotes    | NHL        | 82  | 17 | 20  | 37  | 14  | 11 | 0 | 0 | 0 | 2 |
| 2012–13    | TPS                | FM-L       | 11  | 6  | 11  | 17  | 10  | —  | — | — | — | — |
| 2012–13    | Phoenix Coyotes    | NHL        | 36  | 6  | 5   | 11  | 12  | —  | — | — | — | — |
| 2013–14    | Phoenix Coyotes    | NHL        | 64  | 9  | 16  | 25  | 24  | —  | — | — | — | — |
| 2014–15    | Arizona Coyotes    | NHL        | 69  | 6  | 15  | 21  | 12  | —  | — | — | — | — |
| 2015–16    | Edmonton Oilers    | NHL        | 71  | 10 | 12  | 22  | 10  | —  | — | — | — | — |
| NHL totalt | NHL totalt         | NHL totalt | 540 | 78 | 103 | 181 | 122 | 30 | 2 | 3 | 5 | 6 |